# Каприел Каприелов
Каприел Саркиз Каприелов е български офицер от Държавна сигурност (генерал-майор) и един от висшите ѝ ръководителите. Функционер на Българската комунистическа партия (БКП). Сътрудник на съветското разузнаване.

## Биография
Каприел Каприелов е роден на 3 септември 1904 година във Варна в арменско семейство от средната класа. Средно образование завършва във Варненската мъжка гимназия.

### Комунистическа дейност до 1944 г.
През 1920 година Каприелов става член на Българския комунистически младежки съюз, а през 1922 година на БКП. Влиза в разузнавателната група на Григор Чочев Биляров, която поддържа комунистическите нелегални канали Варна – Одеса, Варна – Севастопол, Варна – Истанбул. Взема участие в подготовката на Септемврийското въстание. На следващата година става част от Окръжния комитет на комсомола във Варна. През 1925 г. става член на Централната военна комисия при ЦК на БРП. След атентата в църквата „Света Неделя“ получава смъртна присъда, която е заменена с 15 години затвор поради непълнолетието му. В затвора е от 15 май 1925 година до 8 април 1932 година, когато е амнистиран.
През 1933 г. на IV пленум на ЦК на БКП става част от Централния комитет. Същевременно е избран за секретар на Окръжния комитет на БКП в Стара Загора. От 1934 г. е пълномощник на ЦК в Пловдивски окръг, а от 1935 г. отново член на ЦК на БКП. Същата година е арестуван и осъден на 10 години затвор, където лежи от 19 април 1935 година до 30 юни 1940 година. След освобождаването си е секретар на ОК на БКП във Варна и член на ЦК на БКП.
Работи за съветското Главно разузнавателно управление (1939 – 1945). Привлича в разузнавателната си група Йорданка Андреева, за която се жени. Вербува и брат ѝ, поручика от Военно-въздушните сили на Българската армия Михаил Янев Андреев, който от своя страна изгражда разузнавателна група от свои колеги офицери и предава сведения на съветското разузнаване. През 1940 г. Каприелов създава резидентура във Варна, след това предава ръководството ѝ на Стоян Мураданларски, а той заминава за София. Подразделение на разузнавателната група на Каприелов е създадено и в Бургас като голямо транспортно пристанище.
През 1941 г. полицията арестува Каприел и Йорданка Каприелови и техни съмишленици, но не успява да докаже участието им в разузнавателната група. Каприелов е интерниран в лагера Кръсто поле (28 март 1941 – 18 ноември 1943). След освобождаването си проверява и установява доброто функциониране на разузнавателната си мрежа. Отново е арестуван и изпратен в Гонда вода (13 март – 15 август 1944).

### След Деветосептемврийския преврат
След Деветосептемврийския преврат от 1944 година Каприел Каприелов се включва активно в организираните от новото правителство масови насилия, работи в следствието на Държавна сигурност и ръководи прочистването на арменските неправителствени организации. През 1945 година е прехвърлен на работа в ЦК на БКП, но на 5 януари 1948 година е върнат в Държавна сигурност и в началото на 1949 година става неин заместник-директор. През септември 1949 година е отстранен от Държавна сигурност, а на 11 февруари 1950 година е арестуван, след което е съден като „враг с партиен билет“.
Каприелов е един от малкото ръководители на Държавна сигурност, отстранени при чистките в края на 40-те години, които след това се връщат в службата. На 3 април 1954 година той става заместник-началник на Второ управление (контраразузнавателно), а от 16 юли същата година е негов началник. По-късно времето между 1949 и 1954 година му е признато за стаж в Държавна сигурност. През януари 1959 година е освободен от поста си по здравословни причини, но запазва привилегиите си на началник на управление, като е изпратен за лечение в Съветския съюз. През септември е повишен в генерал-майор. От юни 1962 г. Каприел Каприелов е началник на групата за контрол и обобщаване на опита в МВР, а на 22 януари 1963 година е пенсиониран.
През следващите години Каприелов е председател на културно-просветно дружество „Ереван“. Член е на НС на ОФ и на Общонародния комитет за българо-съветска дружба. Народен представител е от 1966 г. до смъртта си през 1978 г. в V, VI и VII народно събрание.
Награден е орден „Георги Димитров“ (1974), НРБ I ст. (1962, 1964) и II ст. (1959), Герой на социалистическия труд (1974). Политбюрото на ЦК на БКП му присъжда и персонална пенсия. За изпълнение на задачи на Главното командване на Съветската армия по време на Втората световна война е награден от СССР със съветския орден „Ленин“ (1966).
Каприел Каприелов умира на 9 април 1978 година.